# گاگیک سارگسیان
گاگیک خورنی سارگسیان (ارمنی: Գագիկ Խորենի Սարգսյան؛ ۶ آوریل ۱۹۲۶ – ۲۵ اوت ۱۹۹۸) یک تاریخ‌نگار و استاد دانشگاه اهل ارمنستان بود. وی عضو و قائم مقام فرهنگستان ملی علوم ارمنستان بود.

## زندگی‌نامه
در ۶ آوریل ۱۹۲۶ در ایروان به دنیا آمد .  وی در ۲۵ اوت ۱۹۹۸ در سن ۷۲ سالگی در ایروان درگذشت.

## نگارخانه

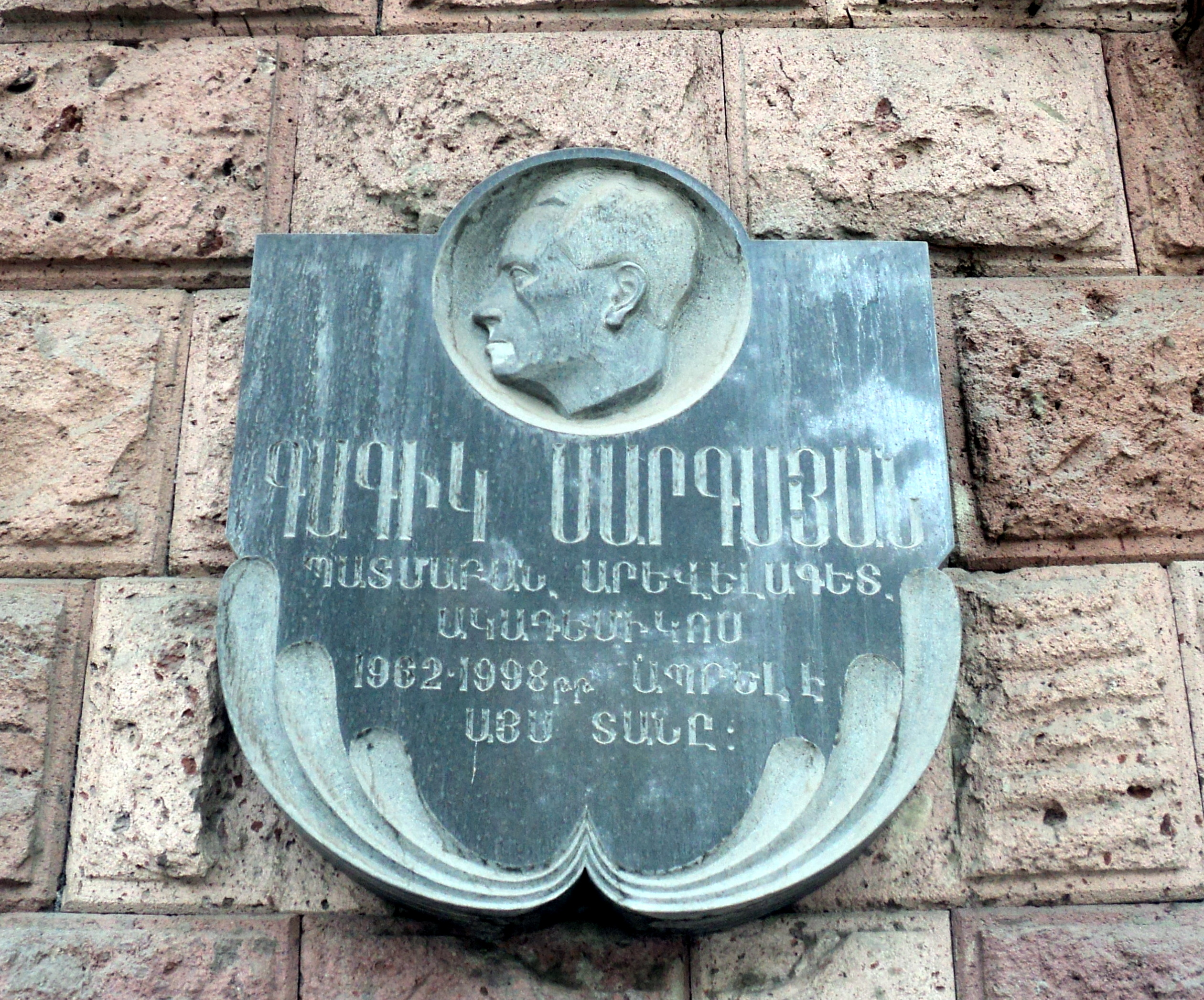